# Hanna Andersson (programledare)
För andra betydelser, se Hanna Andersson (olika betydelser).
Hanna Maria Andersson, född 20 januari 1979 i Mariestad, är en svensk programledare och radioproducent. 
Andersson var programledare och innehållsproducent för radioprogrammet Christer och har bland annat gjort reportageserien Om vi var två där hon träffat svenska kändisar i direktsändning. Hon har tidigare även varit programledare för Hannas ekotripp i P3. 2014 var Andersson programledare och producent för tre helt nya program i P3, Alfabetet, Christer och Morgan rapporterar och Satsommar. Den 15 oktober 2015 sändes det sista programmet av Christer och Morgan rapporterar och i och med det flyttade Andersson till kanalen P4 för att producera programmet Kvällspasset i P4 med Christer Lundberg och Morgan Larsson som programledare. Första avsnittet av Kvällpasset i P4 sändes 2 november 2015.